# قرغان‌تپه (ازبکستان)
قرغان‌تپه، (به ازبکی: Qoʻrgʻontepa، قۉرغان‌تېپه؛ به روسی: Кургантепа) شهری در شهرستان قرغان‌تپه، ولایت اندیجان، کشور ازبکستان است.

## موقعیت جغرافیایی
قرغان‌تپه در شرق ازبکستان و در فاصله سه کیلومتری مرز قرقیزستان واقع است. این شهر در ۸ کیلومتری غرب قره‌سو و حدود ۳۰ کیلومتری شمال شهر اوش قرقیزستان، و در شهرستان قرغان‌تپه از استان اندیجان واقع شده‌است. این شهر در مسیر راه‌آهن ازبکستان و خط اندیجان - قره‌سو قرار دارد.

## تاریخ
این شهر در سال ۱۹۷۶ به وضعیت شهر دست یافته‌است.

## اقتصاد
در قرغان‌تپه یک کارخانه پنبه و یک کارخانه ابزار و یک کارخانه خیاطی مشغول فعالیت می‌باشند.

## جمعیت
جمعیت قرغان‌تپه در سال ۲۰۱۰ برابر با ۲۷۱۹۷ نفر بوده‌است. جمعیت این شهر در سال ۱۹۸۹ برابر با ۱۹۵۶۵ نفر و در سال ۲۰۱۲ حدود ۲۸۱۴۸ نفر برآورد شده‌است.